# Histoire de l'opéra flamand
Cet article traite de l'opéra néerlandais aux Pays-Bas méridionaux et en Flandre dans la période qui s'étend de 1678, l'année où le singspiel De triomfeerende min (L'Amour triomphant), du compositeur flamand Carolus Hacquart, est représenté à La Haye, jusqu'en 1948, l'année de la création de l'opéra homonyme d'August L. Baeyens, d'après le singspiel de Hacquart.

## L'histoire de l'opéra flamand

### L'opéra néerlandais aux Pays-Bas méridionaux avant 1800

#### LeXVIIesiècle

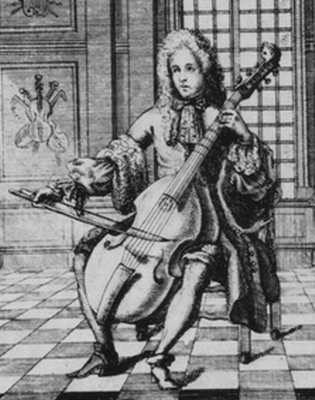
Portrait présumé de Carolus Hacquart (vers 1640-vers 1701), jouant de la viole de gambe ; gravure dans Chelys.

Les compositeurs flamands jouent un rôle majeur dans le développement de la musique classique européenne.  Cependant, l'art lyrique dramatique flamand, c'est-à-dire l'opéra flamand sur des paroles néerlandaises, ne s'enracine que tardivement aux Pays-Bas méridionaux ou en Belgique actuelle.  Le premier singspiel (ou « zangspel ») sur un livret néerlandais que l'on ait conservé est composé par un Flamand, Carolus Hacquart, mais cette pièce est montée en république des Provinces-Unies, à La Haye, en 1678. Après l'essor de la polyphonie telle que pratiquée par cinq générations de compositeurs dits franco-flamands aux XVe et XVIe siècles, le déclin est si fort qu'à première vue les deux siècles suivants n'apportent plus grand-chose.
Le premier opéra monté aux Pays-Bas est sans doute Ulisse nell'isola di Circe, de Gioseffo Zamponi, mais le livret est écrit en italien.  Cet opéra est représenté le 24 février 1650 au palais de Bruxelles, où réside le gouverneur Léopold ; de plus, il ne s'agit pas ici d'un opéra à part entière.  La plus ancienne pièce lyrique  néerlandaise entrant dans la définition d'un opéra véritable est écrit par le librettiste Govert Bidloo et le compositeur Johannes Schenck.  De cet opéra sur le thème de la devise « Sans le vin et la bonne chère, l'amour dépérit » (« Zonder spijs en wijn kan geen liefde zijn »), les arias sont conservées mais, produit aux Pays-Bas septentrionaux et représenté à Amsterdam, il n'entre pas dans le sujet de cet article.

#### LeXVIIIesiècle

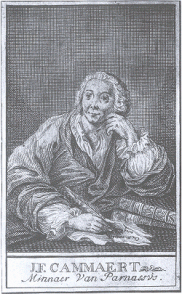
Joannes Franciscus Cammaert (1699-1780), traducteur et adaptateur de nombreux opéras français.

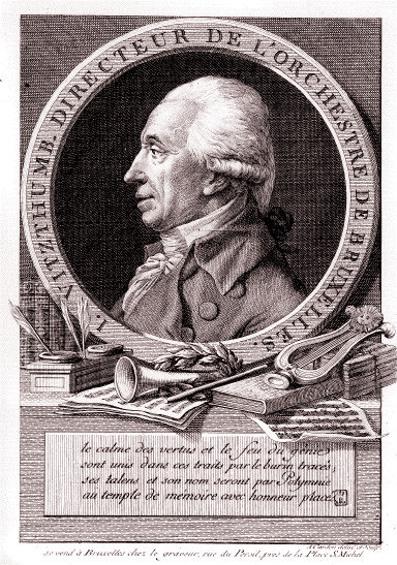
Portrait gravé d'Ignaz Vitzthumb (1724-1816), par Cardon l'aîné (vers 1785) (exemplaire de la Bibliothèque royale de Belgique).

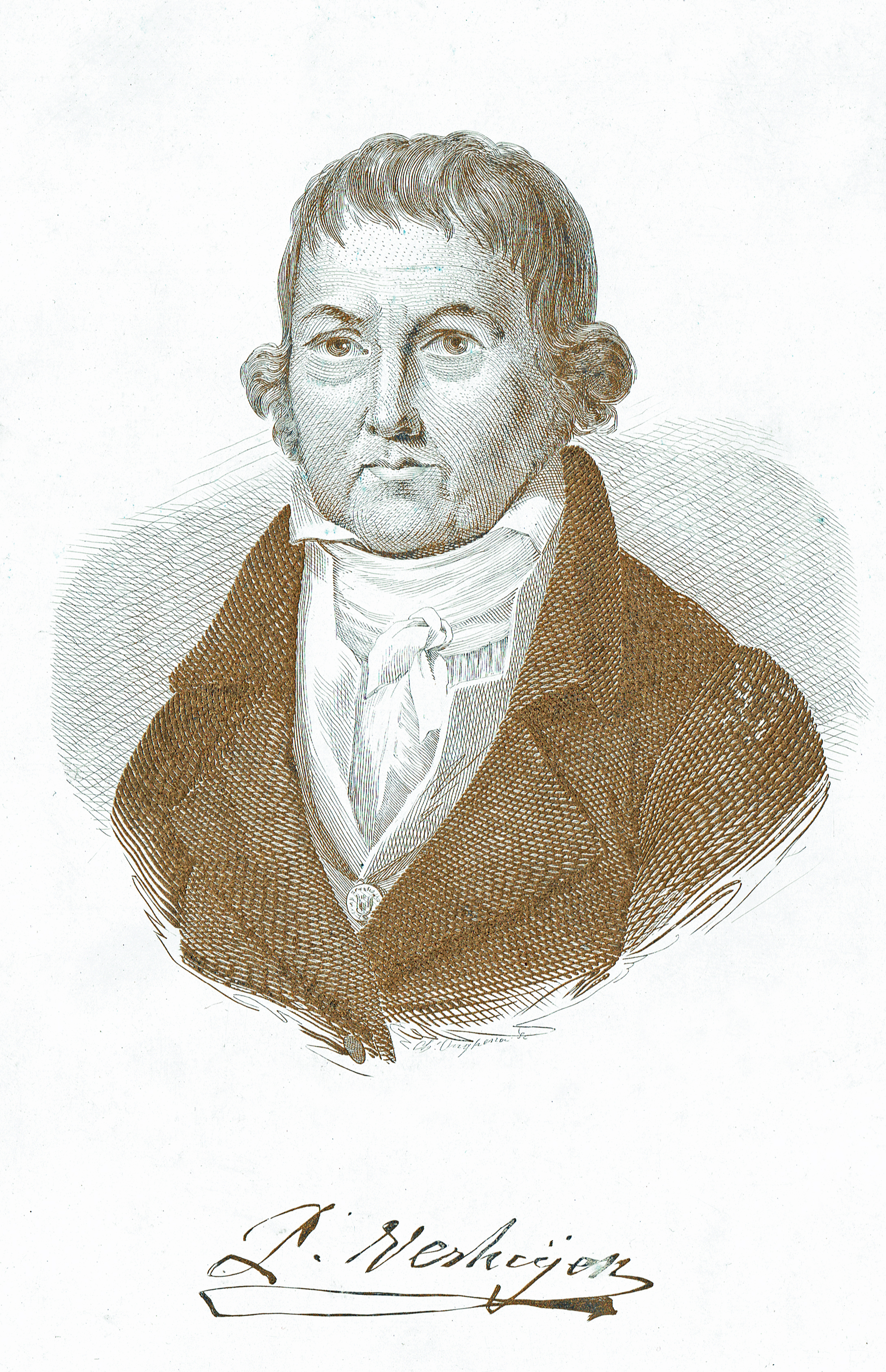
Portrait gravé de Pieter Verheyen (1747-1819), par Ch. Onghena d'après De Cauwer.

Dans la seconde moitié du XVIIIe siècle, plusieurs compagnies produisent des opéras néerlandais aux Pays-Bas autrichiens.  La Suyver Leliebloem (la Fleur de lys immaculée, aussi connue sous le nom de Den Wijngaerd, ou Le Vignoble), un « borghergeselschap » (une troupe bourgeoise) de Bruxelles, joue déjà en 1736 un opéra dont la musique est composée par Carolus Josephus van Helmont sur un livret traduit d'Apostolo Zeno par Joannes Franciscus Cammaert : Griseldis.  En 1763, lorsque la famille Mozart séjourne à Bruxelles, on peut assister à la représentation d'une pièce de Corneille, traduite par le même Cammaert : la comédie Den valschen astrologant (Le Feint Astrologue), dont la musique est composée par le musicien bruxellois Franciscus Krafft.  Une transcription pour un instrument à clavier de l'ouverture et de plusieurs arias, publiée avec les paroles françaises dans l'Écho, ou Journal de musique française et italienne (1759-1760), sont tout ce qui nous reste de cette œuvre.
Dans la seconde moitié du XVIIIe siècle, le devant de la scène est surtout occupé par la troupe de théâtre de Vitzthumb et de son gendre Heintje Mees, qui résident à Bruxelles, et par celle de Jacob Neyts, qui est d'abord établi à Bruges, puis à Malines.  Ces troupes effectuent régulièrement des tournées de concerts.  Leur répertoire comprend des opéras de Grétry, de Duni, de Philidor et d'autres, chantés en néerlandais, et dont les livrets sont traduits.  Dans les cercles des rhétoriciens, qui connaissent un renouveau à cette époque, la pièce chantée devient à la mode.  De toute cette production nous restent des annonces ou des livrets, mais pratiquement pas de partitions et peu de noms des compositeurs des chants ou des interludes instrumentaux.
La biographie de Jacob Neyts sur Wikipédia traite plus amplement de son rôle joué dans l'histoire de l'opéra néerlandais, ou plutôt dans celle de l'opéra français en traduction néerlandaise.
Quant à Ignaz Vitzthumb, avec une troupe bourgeoise de Bruxelles, la Waele Compagnie, et accompagné d'autres musiciens encore, il se rend à la république des Provinces-Unies où, vers 1768, il monte des opéras-comiques français traduits par Cammaert, comme la pièce à succès Ninette in het hof (d'après Ninette à la cour, dont la musique est composée par Duni).  À Bruxelles, cet opéra a d'ailleurs déjà été monté en français à La Monnaie en 1756 et en néerlandais par la compagnie De Suyver Leliebloem en 1758.
Après sa nomination comme chef d'orchestre de la Monnaie, Vitzthumb présente aux autorités une requête tendant à obtenir la permission de représenter, « dans n'importe quelle langue » (en d'autres termes en néerlandais), des opéras ainsi que des pièces de théâtre et des ballets, sauf les jours réservés aux représentations francophones.  Après avoir déjà montré sa réticence à l'égard de l'idée de monter des spectacles néerlandais à la Monnaie à une autre occasion, le Conseil privé donne une réponse négative, le 26 mars 1772, cette fois sous le prétexte que l'acceptation de la demande entraînerait des plaintes de la part du public noble, car les abonnés, occupés à redécorer leurs loges, les retrouveraient constamment endommagés par les spectateurs des représentations théâtrales flamandes et des autres divertissements plébéiens.
Cependant, quatre mois plus tard, Vitzthumb dirige encore les versions néerlandaises de deux opéras-comiques, composés par Gossec : Le Tonnelier et Toinon et Toinette.  Dans la même période, la compagnie De Suyver Leliebloem se produit également à la Monnaie, jouant, entre autres, De sprekende schilderij (d'après Le Tableau parlant de Grétry).  Toujours en quête de revenus, Vitzthumb réussit à constituer, au sein de la Monnaie, une troupe néerlandophone susceptible d'attirer un public plus large.  Tous les lundis, celle-ci joue, dans une série intitulée « Spectacles nationaux », des pièces traduites en néerlandais.  Pour renforcer cet ensemble, il sélectionne les meilleures forces parmi les « borghergeselschappen » : des chanteurs et des acteurs qualifiés, comme mademoiselle Borremans.  Bien que ces artistes néerlandophones se produisent aussi dans les spectacles français, Vitzthumb les soumet à un régime bien plus rigoureux que celui qu'il fait subir à leurs homologues francophones et, de surcroît, il les rémunère moins bien.  Quant à Heintje Mees, un garçon de très humble origine, mais jadis considéré comme le plus bel homme de Bruxelles, celui-ci devient plus tard un chanteur vedette à Saint-Pétersbourg et le directeur de l'Opéra français de Varsovie. Avec sa troupe, devenue ambulante, Vitzthumb voyage à travers les Pays-Bas autrichiens, et sa compagnie se produit même en république des Provinces-Unies.  Il semble qu'après 1777, la troupe d'opéra néerlandophone ne se fait plus entendre.
Encore vers 1790, le Gantois Pieter Verheyen, élève de Krafft et membre du chœur d'hommes de la cathédrale de Gand, compose un opéra original néerlandais intitulé De jagtpartij van Hendrik IV (La Partie de chasse de Henri IV).  Cette œuvre est perdue.

### LeXIXesiècle et la Belle Époque

#### L'existence accidentelle de l'opéra néerlandais avant 1893

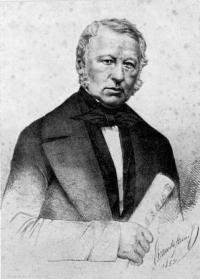
Portrait de Pieter Vanderghinste (1789-1861) sur une gravure ancienne.

Après le déclin des chambres de rhétorique à la suite de leur suppression en 1796, donc sous le joug français, ce type de société est énergiquement encouragé au royaume des Belgiques.  Sans aucun doute, on représente encore des « zangspelen » à cette époque : des pièces de théâtre agrémentées de chansons et de chœurs, dont les mélodies sont généralement empruntées aux répertoire des airs autrefois familiers ; de toutes ses œuvres, il ne subsiste aucune trace musicale.  Une partie importante du répertoire se compose par ailleurs de traductions de pièces françaises ou allemandes, telles que celles de Scribe ou du dramaturge particulièrement populaire Kotzebue.  Une entreprise de plus grande envergure est l'opéra Het Pruisisch soldatenkwartier (Le Quartier des soldats prussiens), qui nécessite un ensemble instrumental plus important, et dont le livret, du rhétoricien Jan-Baptist Hofman, est mis en musique par Pieter Vanderghinste ; il est créé à Courtrai en 1816 ou en 1817.  On ne conserve que des fragments de sa partition.  Quoi qu'il en soit, comparées au grand nombre de cantates, d'opéras et de vaudevilles français, les pièces néerlandaises constituent l'exception plutôt que la règle.  Même au XIXe siècle, le changement de siècle s'annonce déjà avant qu'un art lyrique dramatique essentiellement flamand s'est fait sentir.
Les années 1840 voient naître, dans la scène musicale belge, une prise de conscience croissante chez les Flamands, qui composent des chansons et des œuvres chorales néerlandaises, dont le Vlaemsche Leeuw (Le Lion des Flandres), le futur hymne officiel flamand, composé en 1847 par Karel Miry sur des paroles d'Hippoliet Van Peene.  Parallèlement à l'action menée pour promouvoir le chant néerlandais par l'intermédiaire des chambres de rhétorique reconstituées, les premiers chef de file du mouvement flamand investissent dans le renouveau de l'art dramatique.  Dans ce processus, Van Peene, déjà cité plus haut, se distingue par une série d'œuvres théâtrales écrites entre 1841 et 1860 : il s'agit en partie de comédies mêlées d'intermezzos chantés, en partie de drames historiques.  Les compositeurs Pieter et Karel Miry deviennent ses collaborateurs permanents.
En outre, on connaît de nombreux titres de zangspelen à succès qui appartiennent tous à la même période ; écrits par des compositeurs tombés dans l'oubli, ces œuvres, que l'on ne peut pas qualifier d'opéras purs, constituent toutefois un répertoire considérable.
Ce sont pourtant ces œuvres-ci qui sont à l'origine d'une évolution aboutissant aux premiers opéras flamands en langue néerlandaise : ceux de Florimond van Duyse (Teniers te Grimbergen, ou Teniers à Grimbergen, de 1860, Rosalinde de 1861, etc.) et de Karel Miry (Maria van Bourgondië, ou Marie de Bourgogne, de 1866, Frans Ackerman de 1867).  C'est aussi au sein de ce mouvement que sont lancées les premières tentatives de créer un opéra fixe, entre autres à Bruxelles en 1867-1868, sous la direction de Hendrik Waelput, et plus tard au théâtre de l'Alhambra en 1878, ainsi qu'à Anvers en 1876, sous la direction de Joseph Mertens.  On en restera pourtant à des tentatives.  Depuis la création de l'État belge, les premiers essais d'écriture d'un opéra original néerlandais, notamment ceux d'un Karel Miry, d'un Jan van den Acker, d'un Joseph Mertens et même d'un Peter Benoit (par exemple Isa en 1864, ou Het Meilief, ou La Reine de mai, en 1894), ne sont pas suffisamment concluants pour être considérés comme le fondement de l'opéra néerlandais en tant que genre musical en Flandre.  Toutefois, ce sera Benoit à qui on peut attribuer l'action qui conduira finalement à l'institutionnalisation de l'opéra flamand par la création d'une troupe permanente disposant d'une demeure fixe.

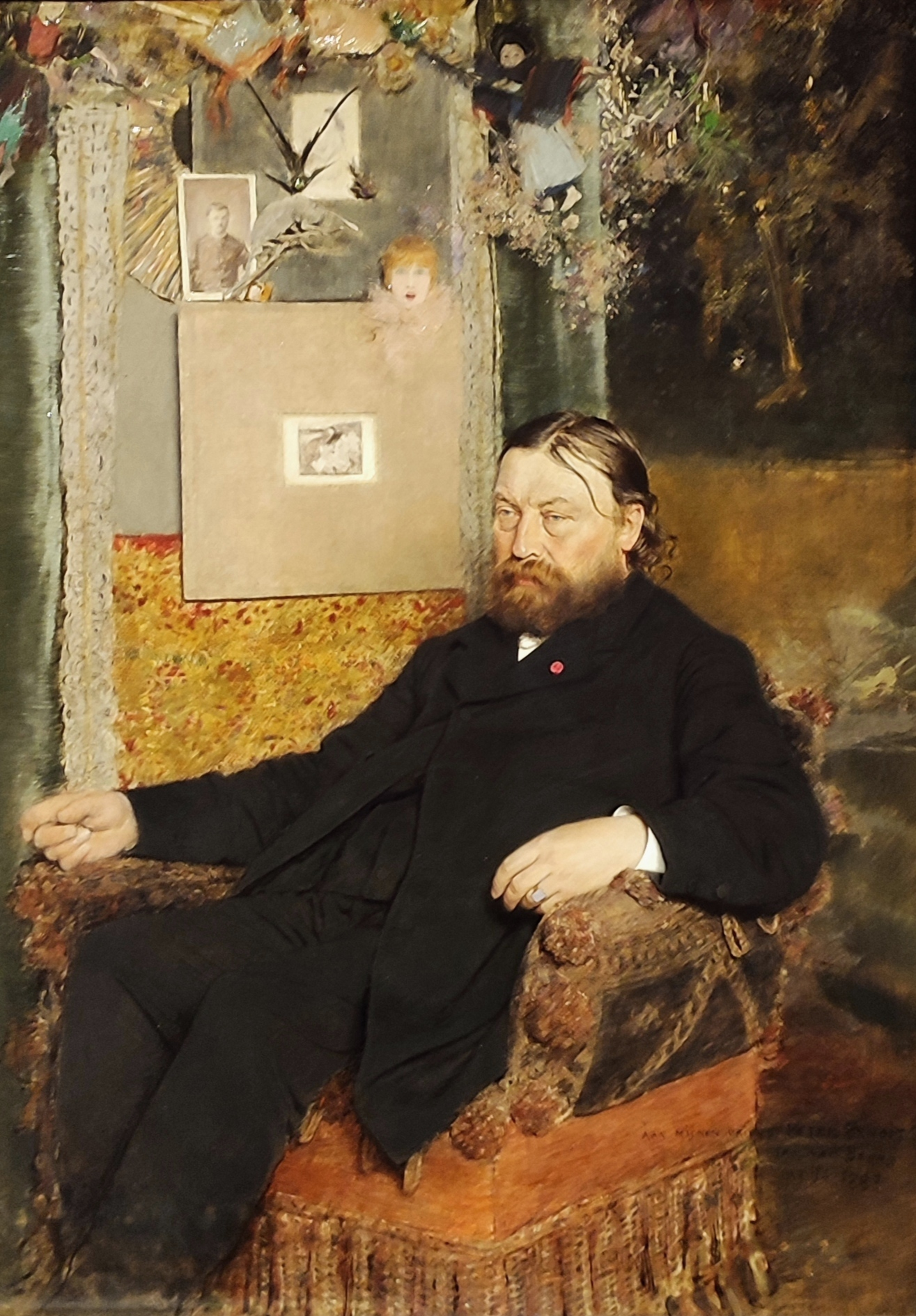
Portrait peint de Peter Benoit (1834-1901), par Jan van Beers le Jeune.

Nulle part dans ses écrits, Peter Benoit, le plus célèbre des compositeurs flamands de son époque, ne se prononce particulièrement en faveur de l'opéra comme genre artistique, à moins que ce ne soit dans le vœu formulé dans l'article To be or not to be (Être ou ne pas être), publié dans le Vlaamsche Kunstbode (Le Messager artistique flamand) en 1879 : « La formation, au sein de notre théâtre néerlandais, d'une compagnie lyrique qui interprètera non seulement nos œuvres, mais également celles allemandes, scandinaves, slaves, italiennes, espagnoles et françaises dans toute leur gloire. »
On peut cependant supposer que, vers 1890, malgré toute l'admiration ressentie pour lui, surtout par les Anversois, et nonobstant une carrière artistique réussie, Benoit, comme Schumann, Mendelssohn et Brahms avant lui, éprouve toujours le désir insatisfait de créer de l'opéra.
De même que l'on ne peut nier que le drame est à la base des opéras historico-romantiques de Meyerbeer, de même il ne peut y avoir aucun doute quant au fondement dramatique de l'art de Benoit, le compositeur d'oratorios historico-romantiques tels que Lucifer (Lucifer), De Oorlog (La Guerre), De Schelde (L'Escaut) et De Rhijn (Le Rhin).  La représentation à la Monnaie du Prophète de Meyerbeer, à laquelle assiste Benoit, encore tout jeune, avec son professeur de musique Peter Carlier, a sans doute eu une influence considérable sur lui.  Que l'on doit attendre jusqu'en 1896 pour voir émerger un opéra essentiellement flamand ne peut se comprendre que par les circonstances, notamment par la francisation complète du monde de l'opéra en Belgique.  Dès lors, il n'est pas étonnant de voir que Benoit et ses collaborateurs demeurent réticents à produire leurs œuvres dans un tel environnement.  Ainsi, Benoit reste avant tout le compositeur de plusieurs oratorios sur des paroles néerlandaises qui occupent une place particulière dans l'histoire de la musique flamande.

#### La Belle Époque et le fin-de-siècle

##### La création de l'Opéra flamand

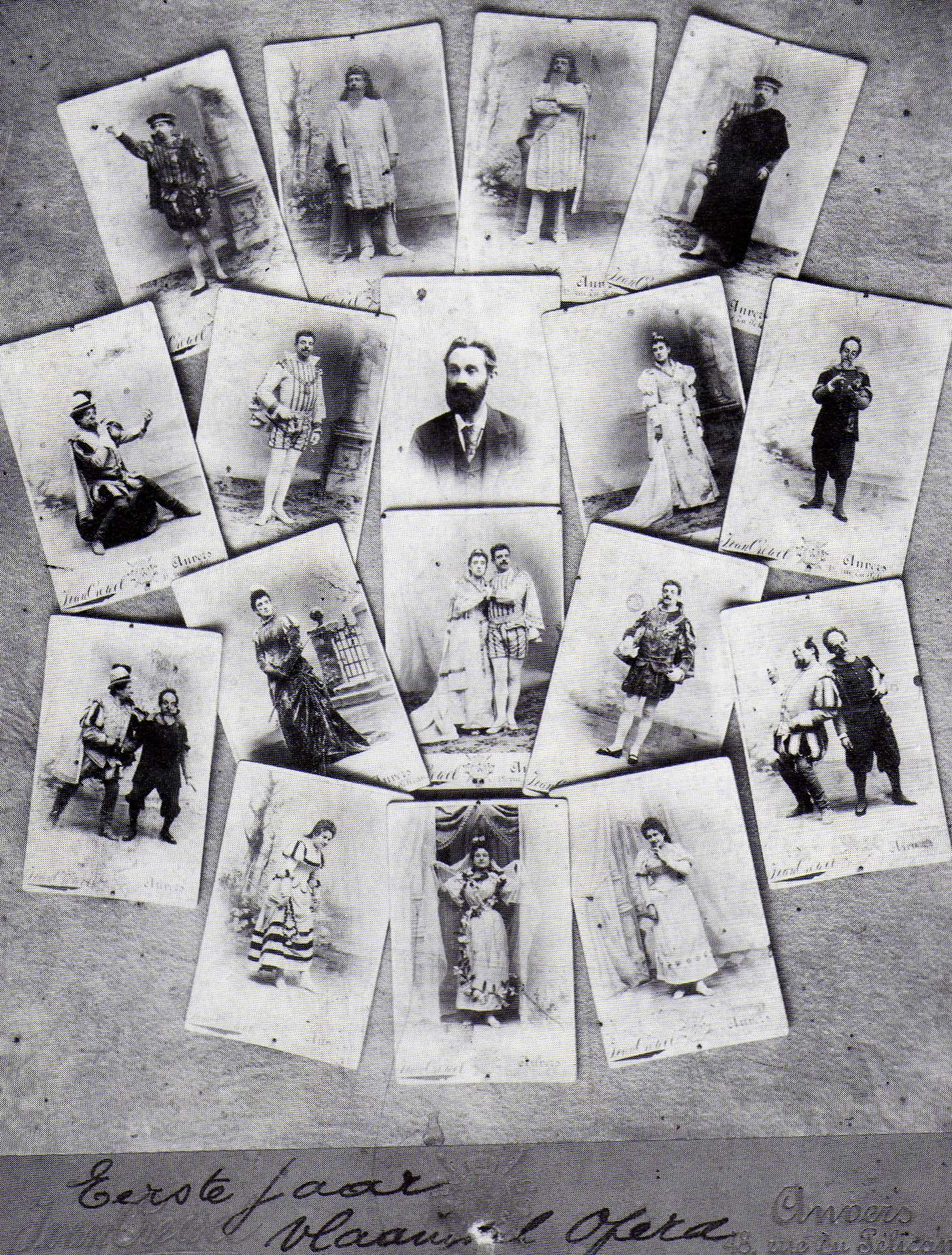
Les pionniers de l'Opéra flamand d'Anvers sur une photo de 1894. Au 1er rang : Henry Fontaine ; au 2e rang, de gauche à droite : Fé Derickx, Karel Berckmans, Edward Keurvels, Eugénie Safir et Bernard Tokkie ; au 3e rang, de gauche à droite : Derickx et Tokkie, Safir, Safir et Berckmans, Berckmans, Derickx et Tokkie ; au 4e rang : Maria Levering (légende : Eerste Jaar Vlaamse Opera, sur une photo de J. van Crewel, un photographe de la rue du Pélican 48 à Anvers).

À la sphère d'influence directe de Benoit se rattachent les collaborateurs et les étudiants de l'école de musique flamande d'Anvers (en néerlandais : Vlaamsche Muziekschool).  L'un d'eux est Edward Keurvels (1853-1916), qui peut accomplir, en sa qualité de chef d'orchestre et d'organisateur, ce pour quoi Benoit a œuvré avant lui : une vie de concert propre à Anvers et la fondation du Nederlandsch Lyrisch Tooneel (le Théâtre lyrique néerlandais, qui deviendra l'Opéra royal flamand, le Koninklijke Vlaamsche Opera).  Le Nederlandsch Lyrisch Tooneel est fondé en 1890 comme une sorte de filiale du Nederlandsche Schouwburg (le Théâtre néerlandais).  En 1893, il devient une maison d'opéra indépendante, conservant son appellation de « théâtre lyrique » jusqu'à ce que l'on adopte le nom de « Vlaamsche Opera » à l'occasion de l'inauguration, en 1907, du nouveau bâtiment, qui ne sera complètement achevé qu'en 1909,.

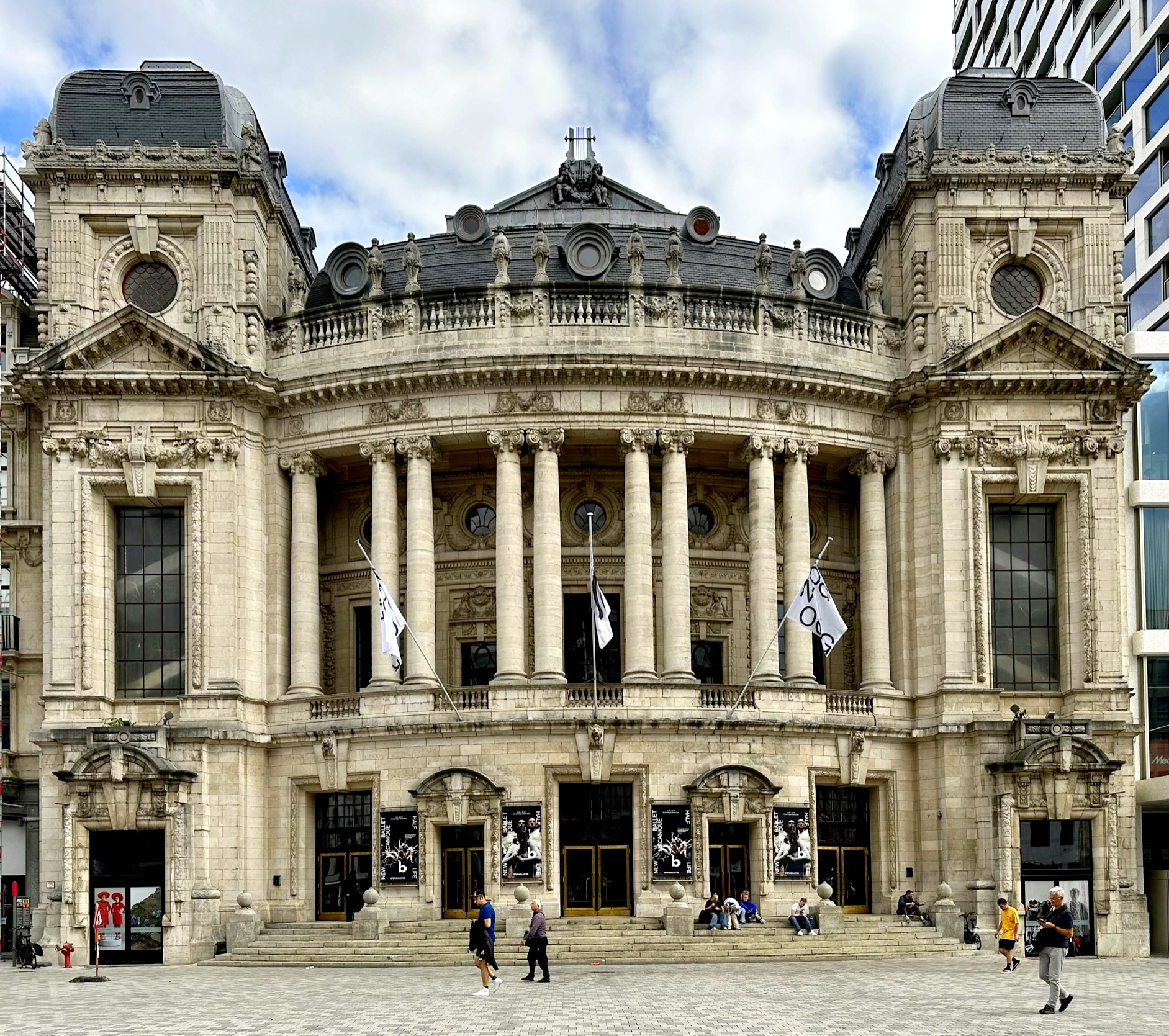
Le Koninklijke Vlaamse Opera d'Anvers, construit selon les plans des architectes Alexis van Mechelen et Émile van Averbeke, et inauguré en 1907.

En 1890, aussi bien qu'en 1893, c'est Benoit qui donne une impulsion considérable au projet de création d'une maison d'opéra, alors que Keurvels joue chaque fois le rôle de co-initiateur. Le Lyrisch Tooneel met uniquement en scène des drames lyriques, genre hybride entre le théâtre et l'opéra, où, en plus des parties chantées, les acteurs récitent les paroles au rythme d'une partition d'orchestre, destinée à créer l'atmosphère adéquate.
En plus des pièces du genre cité ci-dessus, composées par Benoit, Keurvels, Waelput ou Wambach, le Lyrisch Tooneel en monte aussi d'autres, de compositeurs tels que Mendelssohn, Weber, Beethoven, Grieg et Bizet, mais, comme ailleurs en Europe, cet art n'est pas viable, car suscitant des problèmes pratiques trop nombreux.
Par conséquent, on passe d'un genre intermédiaire au théâtre entièrement chanté, autrement dit l'opéra, sous la direction de Henry Fontaine, même si, au début, on continue à représenter des drames lyriques sous la direction de Keurvels.  En fait, ce n'est qu'en 1893, après la fondation de l'Opéra flamand, en tant qu'institution, que les compositeurs flamands disposent, pour la première fois dans l'histoire, de l'appareil, voire du prérequis, nécessaire pour s'adonner entièrement à la création dans un genre artistique où la Flandre n'a pas pu établir une tradition jusqu'alors, même si le premier opéra mis en scène en 1893 est le Freischütz de Weber, certes, en traduction néerlandaise.

##### Jan Blockx et laPrincesse d'auberge

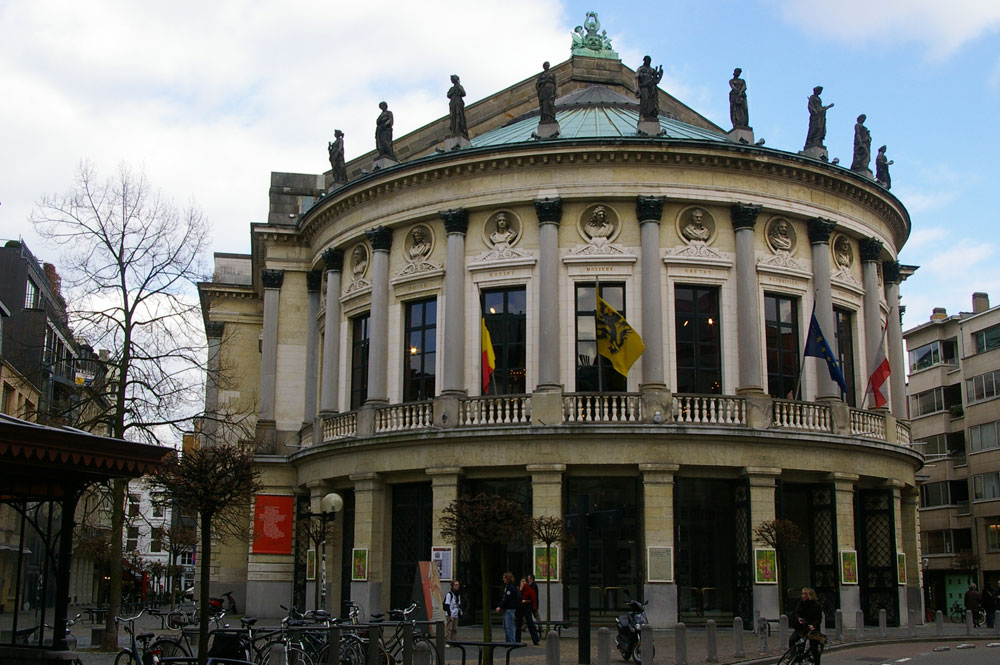
Le Théâtre royal français d'Anvers, inauguré en 1834 et aujourd'hui connu sous le nom de théâtre Bourla, entre en concurrence avec le Théâtre lyrique néerlandais dès la création de celui-ci en 1890.

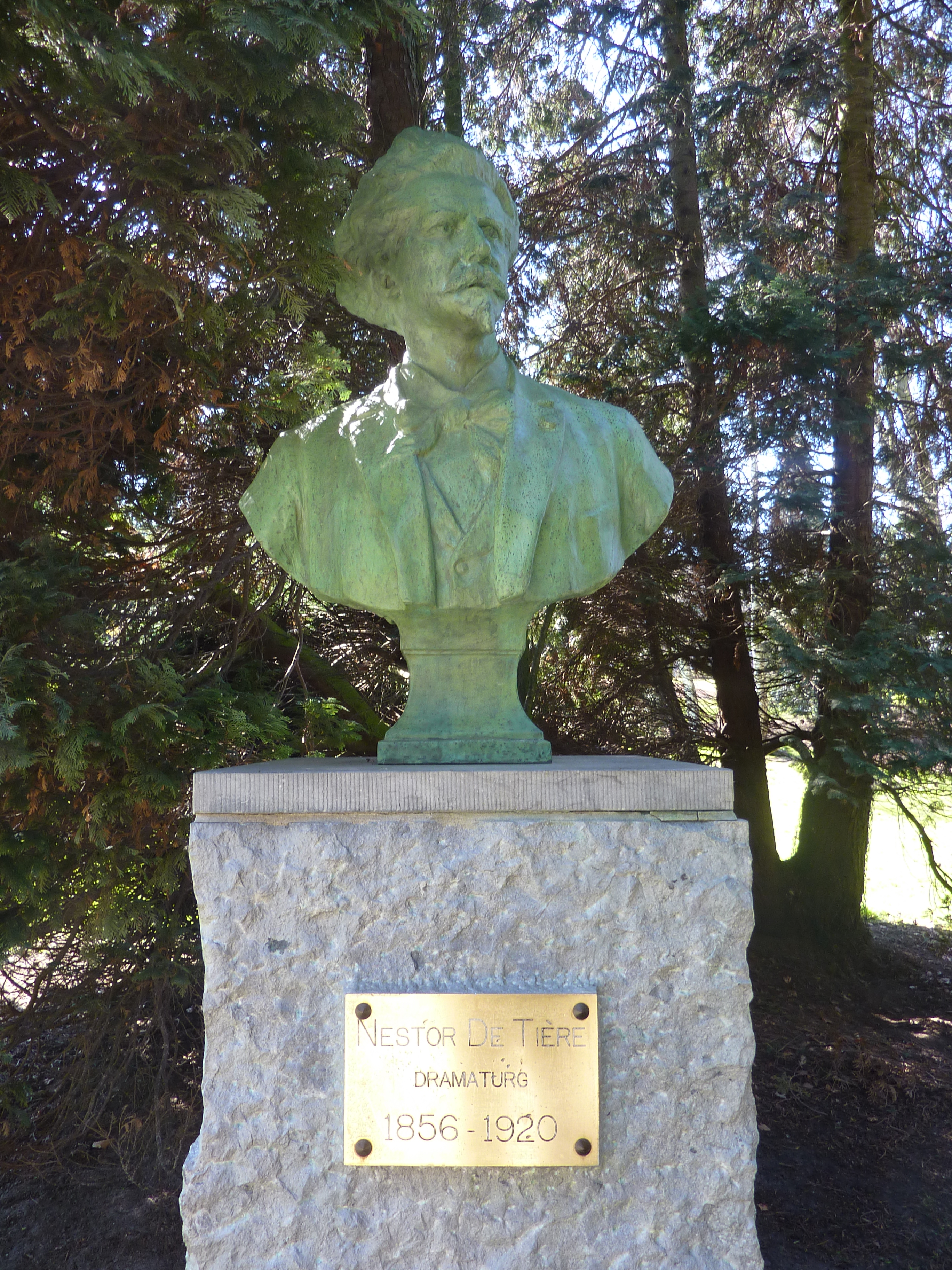
Buste, par Huygelen, de Nestor de Tière (1856-1920), librettiste de la Princesse d'auberge (1896) de Jan Blockx (1851-1912).

Benoit domine la vie musicale en Flandre jusqu'à l'apparition de la Princesse d'auberge (Herbergprinses), dont le livret, écrit par Nestor de Tière, offre à Jan Blockx l'occasion d'étaler tous ses talents de compositeur.  Compte tenu des conditions dans lesquelles Blockx a composé son opéra, n'ayant à sa portée que des modèles étrangers, le résultat se révèle plus que satisfaisant à une époque où la pratique opératique locale, donc à Anvers, ne s'appuie sur aucune autre tradition que celle d'un répertoire courant étranger de provenance douteuse : celui du Théâtre royal français (=le théâtre Bourla, qui porte le nom de son architecte).  Pour Blockx, dans le domaine de l'art dramatique musical, tout est encore à faire.  Cependant, il est en mesure de commencer sa mission comme un compositeur en pleine maturité mais, pour l'étape suivante, il doit s'imposer les règles à observer.
Il n'est pas étonnant de voir que De Tière, qui s'est toujours efforcé, en tant que dramaturge, d'attirer au théâtre une classe de spectateurs moins aisés, fait appel à un réalisme haut en couleur dans le livret de la Princesse d'auberge.  À merveille, Blockx sait concilier son caractère aristocratique de lyrique avec le réalisme cru de son librettiste.
Au moment où la Princesse d'Auberge commence à faire salle comble, ailleurs en Europe, toutes les conventions opératiques sont ébranlées.  L'héritage de Wagner doit de nouveau endurer des attaques violentes.  À en juger par le succès remporté par Cavalleria rusticana, un opéra créé à Rome en 1890, cette réponse brutale à l'idéologie wagnérienne apparaît répondre à un besoin presque physique : le temps des dieux et des demi-dieux est révolu, comme celui de la métaphysique musicale ; désormais, les gens ordinaires sont portés à la scène.  En 1893, c'est le tour du Falstaff de Verdi, monté pour la première fois à Milan.  En 1896, Puccini occupe le devant de la scène avec La Bohème.  En 1900, la création de Louise de Charpentier a lieu à Paris sous les acclamations inouïes des mélomanes.  En 1902, c'est Debussy qui attire l'attention avec Pelléas et Mélisande.  Avec Salomé, Richard Strauss, l'un des jeunes disciples de Wagner, prouve à Dresde, en 1905, que, lui aussi, sait dépasser son maître, et qu'il veut élargir l'art lyrique dramatique par une opulence musicale inégalée : en 1900, Strauss conduit le drame d’Elektra au paroxysme ; puis, en 1911, six ans seulement après Salomé, il surprend le monde par son Rosenkavalier.  Rien de ce qui est sacré sur la scène de l'opéra n'est épargné : les dieux sont détrônés au profit de l'honneur du paysan sicilien ; l'agréable salon saxon trouve un pendant terrible dans le salon de Louise ; l'artiste perd sa position démiurgique pour étaler sa pénurie sans gêne dans La Bohème.  L'évolution devient une révolution, qui produit pourtant peu d'effet sur la vie musicale flamande, même si on peut constater que la création de la Princesse d'auberge n'est pas suivie d'une période de stagnation et que la formule gagnante n'est pas définie comme une loi immuable, comme le prouvent d'ailleurs quelques noms de compositeurs et de titres d'opéra.

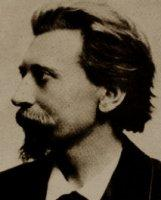
Jan Blockx (1851-1912), le compositeur de la Princesse d'auberge (1896).

Après la Princesse d'auberge, Blockx prouve à deux reprises qu'en se tenant à ses propres directives, il constitue en effet la pierre angulaire de la maison d'opéra flamande, alors encore fragile et mal assurée : en 1901, avec la Bruid der zee (La Fiancée de la mer) et, en 1908, avec Baldie, retravaillé en 1912 et rebaptisé Liefdelied (Chanson d'amour).  Qu'il préfère son Thyl Eulenspiegel (Till l'Espiègle), de 1900, sur sa Princesse d'auberge, et qu'il continuera à la chérir, est compréhensible : en tant qu'artiste, il doit avoir pressenti le potentiel représenté par une telle matière.  La Kapel (La Chapelle), de 1903, lui ouvre aussi une autre voie.  Mais Blockx et De Tière se réaliseront que nul ne sollicite impunément la faveur du peuple, alors que l'on n'offre aucune direction à la nation.
Quoi qu'il en soit, grâce à l'éditeur parisien Heugel, les opéras Herbergprinses et Bruid der zee de Blockx remportent un succès international (notamment aux Pays-Bas, en France, en Suisse, et même jusqu'en Égypte, en Afrique du Sud et aux États-Unis).  En Belgique aussi, ces opéras connaissent une grande popularité, à tel point que l'on peut dire qu'au tournant du siècle, ces deux opéras assurent la survie de l'Opéra flamand d'Anvers.  Déjà en 1903, Blockx est célébré à l'occasion des centièmes représentations de la Princesse d'auberge à Anvers et de la Fiancée de la mer en Belgique.  Cependant, dans les milieux du mouvement flamand, on critique sévèrement que la maison d'édition Heugel ne publie que la version française de la Princesse d'auberge et que l'opéra Thyl Eulenspiegel de Blockx est créé en français à la Monnaie de Bruxelles, avant la version néerlandaise de l'Opéra flamand d'Anvers.

##### L'essor de l'opéra flamand jusqu'à la Première Guerre mondiale

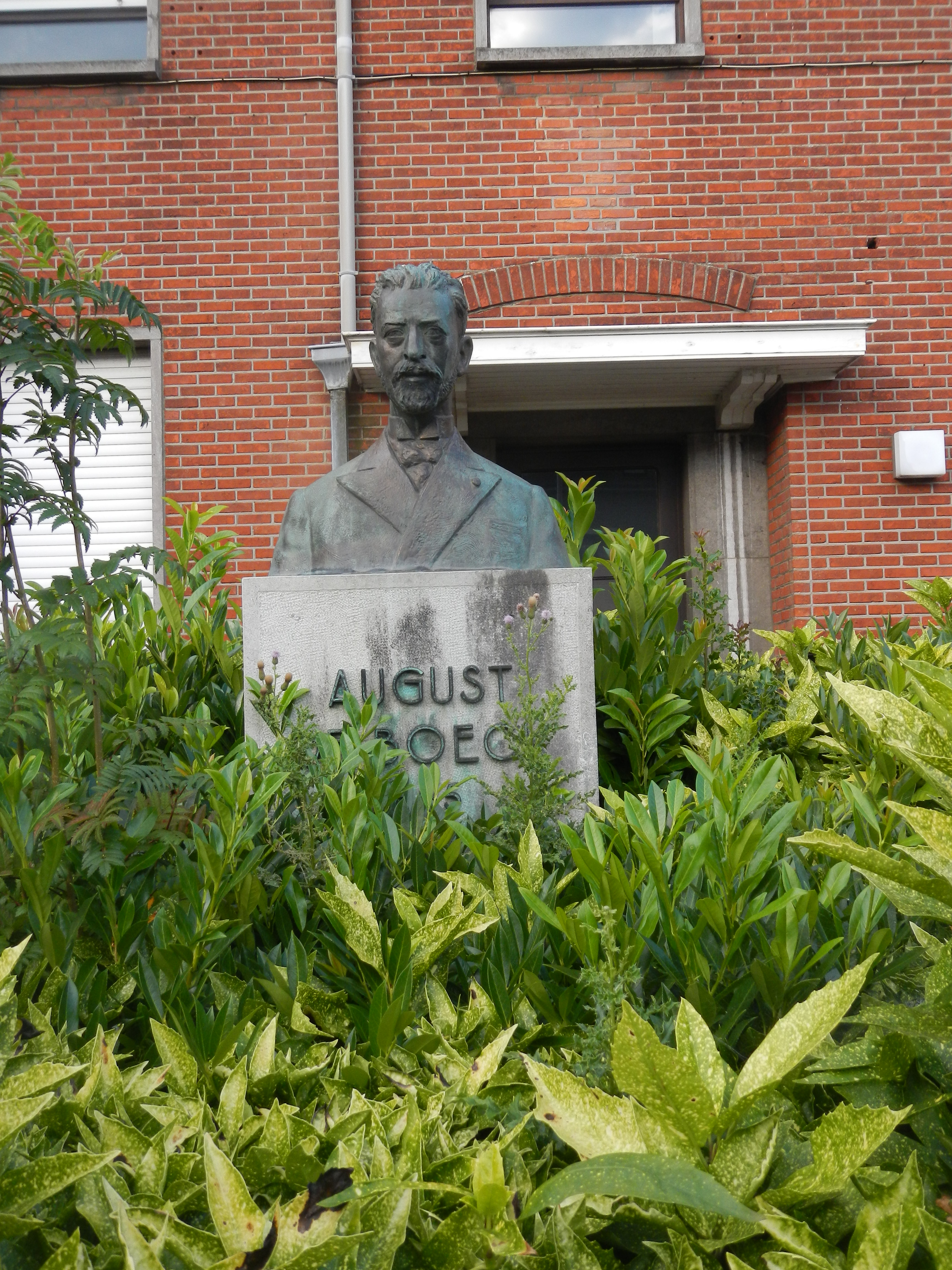
Portrait en buste d'August de Boeck (1865-1937) à Merchtem, où il est né.

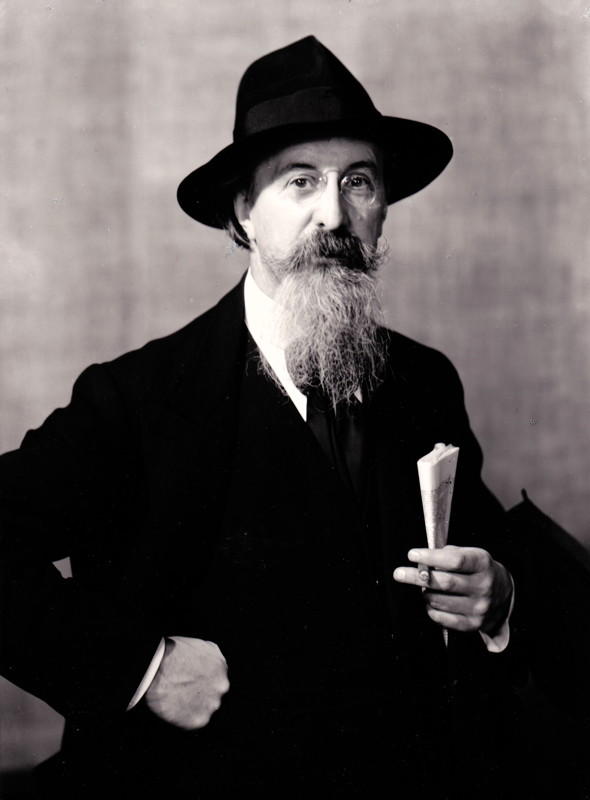
Jef van Hoof (1886-1959), le compositeur de l'opéra Tycho Brahe (1913).

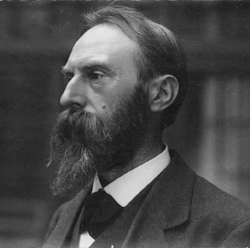
Lodewijk Mortelmans (1868-1952), le compositeur de l'opéra De Kinderen der zee (Les Enfants de la mer, 1920).

Avec Quinten Massys (Quentin Metsys, de 1899), le poète Rafaël Verhulst et le compositeur Émile Wambach s'écartent résolument du réalisme de De Tière et de Blockx.
L'aspect sentimental du récit soi-disant historique du forgeron qui devient peintre par amour fournit les deux auteurs du prétexte pour offrir au public un spectacle agrémenté, de manière aimable, d'un apparat décoratif, mais non compliqué par une passion fougueuse quelconque.  La suavité de l'ensemble provoque souvent des railleries et l'ergotage, comme si, en fin de compte, elle serait un vice.  Toutefois, pour le développement de l'art lyrique dramatique en Flandre, ce qui compte, c'est surtout la contradiction qui réside dans l'opposition entre le réalisme passionné de la Princesse d'auberge et le lyrisme naïf de Quinten Massys, et la façon dont les deux compositeurs ont senti et réalisé cette contradiction. 
Outre les opéras de Blockx, ce sont surtout deux œuvres de Wambach, le drame essentiellement lyrique Melusina (Mélusine) et l'opéra Quinten Massys, représenté pour la centième fois en 1927, qui constituent un véritable pilier de l'Opéra flamand d'Anvers dans les premières et difficiles années.
L'exploration de la matière à traiter et d'une musique appropriée continue en 1902, dans Winternachtsdroom (Songe d'une nuit d'hiver) d'August de Boeck, et en 1903, dans Prinses Zonneschijn (La Princesse Rayon de Soleil) de Paul Gilson.  Les compositeurs de ces œuvres ont recours à une atmosphère de conte de fées, où ils la trouvent d'ailleurs pour une bonne part.  La facture musicale des deux partitions est infiniment plus riche que, par exemple, celle de Quinten Massys, et beaucoup plus persévérante, en particulier dans Prinses Zonneschijn, que dans la Princesse d'auberge.
Après avoir créé son opéra Zeevolk (Gens de mer) en 1904, Gilson se rend compte que le réalisme ne représente aucun progrès dans son art et que cette œuvre ne jouera plus aucun rôle significatif en tant qu'opéra flamand.  L'opéra-conte de fées Rijndwergen (Gnomes du Rhin) d'August de Boeck, créé en 1906, n'annonce aucun progrès.  En revanche, Reinaert de Vos (Renart le goupil, créé en 1909, est un autre pas en avant.
La matière est de tendance épique et le traitement musical est beaucoup plus audacieux que ce que l'on rencontre habituellement chez les compositeurs flamands.  L'évolution de l'art lyrique dramatique flamand est encore clairement illustrée par un opéra mis en scène en 1907 : Cecilia (Cécile), du futur baron Joseph Ryelandt.  Cette œuvre entraîne également un élargissement considérable de la matière, accompagnée d'un traitement musical approprié.  Dans la période précédant la Première Guerre mondiale, c'est-à-dire en l'espace de presque 20 ans, l'Opéra flamand ne monte pas moins de 35 compositions opératiques sur des livrets néerlandais ; une lente évolution à l'intérieur de l'idiome romantique tardif est perceptible dans leur langage musical.
Le répertoire classique international en traduction néerlandaise – surtout constitué d'opéras traduits de l'allemand, et notamment de ceux de Wagner – trouve également sa place dans la programmation de l'Opéra.  La coutume de monter le grand répertoire étranger en version néerlandaise est maintenue jusqu'à l'issue du directorat de Renaat Verbruggen en 1974, à qui succède Sylvain Deruwe.  À partir de la Seconde Guerre mondiale jusqu'en 1961, quand cesse cette courte tradition, l'Opéra royal de Gand exécute également une bonne partie du répertoire en version néerlandaise.
À une époque où l'opéra est presque communément considéré comme le summum de l'art musical, la fondation d'un Opéra flamand, faisant concurrence au Théâtre royal français d'Anvers, alors un bastion de la francophonie, signifie, pour le mouvement flamand, un grand pas dans l'appréciation du néerlandais comme porteur de la culture et comme vecteur de la « musique flamande » en tant que moyen d'expression artistique supérieur.
Comme le démontre le Rosenkavalier, créé à Dresde en 1911, en Allemagne, autant qu'en France, la musique s'engage de plus en plus sur le chemin de l'expressionnisme.  L'Oiseau de feu, Petrouchka et Le Sacre du printemps, des œuvres d'une conception toute nouvelle, sont la grande surprise qu'apporte Igor Stravinsky avant le déclenchement de la Première Guerre mondiale. Même Arnold Schönberg connaît déjà quelques succès de scandale.  Il est compréhensible que l'opéra flamand, qui n'a joué qu'un rôle très limité jusque-là et qui n'évolue que de façon hésitante, ne suit pas de très près les développements sur le plan international : toute poussée intellectuelle fait défaut et l'écart est trop grand pour que l'on puisse rattraper les courants étrangers.
La partition du Smid van den vrede (Le Forgeron de la paix, de 1913), de Julius J.B. Schrey, fait exception à la règle.  Pourtant, quelque bien intentionné qu'ait pu être le compositeur, cet opéra, écrit sur un livret d'August Monet, s'avère, selon August L. Baeyens, une erreur de taille.  Si la partition trahit l'effort sérieux fait par le compositeur pour quitter les sentiers battus, toujours selon les dires de Baeyens, on ne transforme pas impunément un conte de fée en une catastrophe bouleversante.  Ainsi, cette tentative demeure, elle aussi, sans effet.  En 1913, trois nouveaux noms figurent au programme de l'Opéra : Jef van Hoof, qui remanie sa cantate Tycho Brahe, écrite pour le Prix de Rome, pour en faire un opéra censé être un hommage honnête à son maître spirituel Benoit ; Edward Verheyden, qui produit, avec Heibieke (Petite abeille des landes) une œuvre convenable mais dépourvue de nouveautés ; Flor Alpaerts, qui met, avec Shylock un pas justifiable vers l'élargissement de la matière inspiratrice.

### Après la Première Guerre mondiale

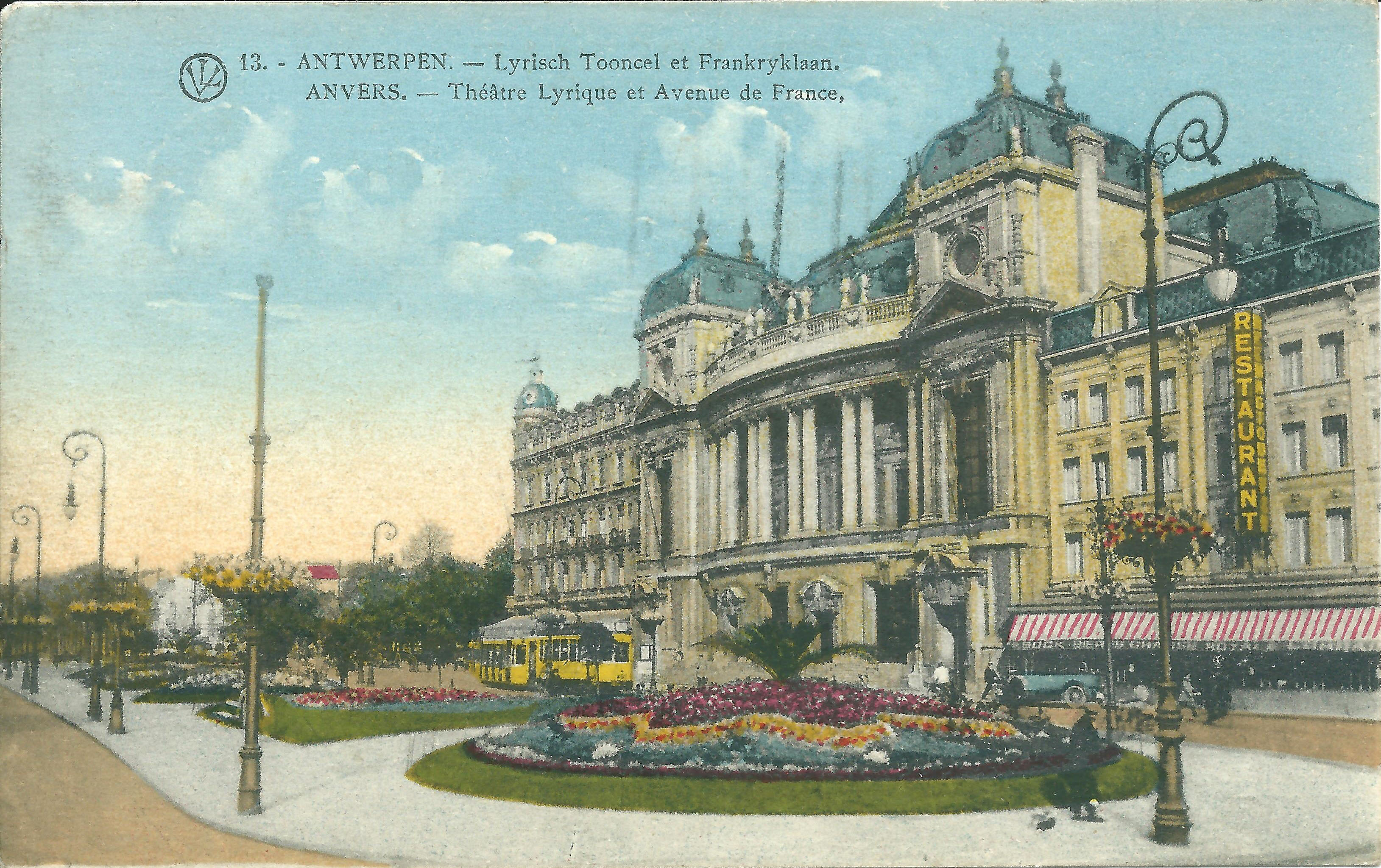
L'Opéra flamand d'Anvers, sur une carte postale des années 1930.

Après la Première Guerre mondiale, l'Opéra flamand d'Anvers, devenu Opéra royal flamand (Koninklijke Vlaamsche Opera) en 1920, poursuit ses activités.  Après la complaisance relative des 21 premières années de l'existence de cet Opéra, le contraste entre les productions belges et celles d'autres pays européens semble encore plus marqué, et non pas à l'avantage des compositeurs flamands, qui doivent sans doute céder le pas à leurs collègues étrangers.

L'Opéra flamand d'Anvers sur une carte postale des années 1920.

En 1920 est créé un opéra du compositeur Lodewijk Mortelmans et du librettiste Rafaël Verhulst : l'opéra De kinderen der zee (Les Enfants de la mer), un jeu réaliste auquel tout post-wagnérien peut souscrire.  En 1924 a lieu la première représentation de l'opéra Meivuur (Le Feu du mois de mai) de Jef van Hoof.  L'année 1925 voit la création de Marike van Nijmegen (Petite Marie de Nimègue), de Frans Uyttenhove, et l'année 1926, celle de Klaas in 't Luilekkerland (Klaas au pays de cocagne), de Henry-George D'Hoedt.  En 1927-1928 suit De Geest (L'Esprit) d'Edward Verheyden, et en 1930 suivent Rink Folkema (Rink Folkema) de Léon Moeremans et Het Mirakel (Le Miracle) de Renaat Veremans.  En 1933 sont créés les opéras De Swane (Le Cygne) de Maurice Schoemaker et Francesca (La Route d'émeraude) d'August de Boeck.  L'année 1935 est celle de la louable tentative d'innovation de Daniel Sternefeld : sa Mater Dolorosa (Mère de douleur).  Suivent alors, en 1937-1938, les Vikings (Vikings) d'Arthur Meulemans, puis, en 1941, Anna-Marie (Anne-Marie) de Renaat Veremans, Coriolanus (Coriolan) d'August L. Baeyens, et, après la fin de la guerre en Belgique, en 1945-1946, De Ring van Gyges (L'Anneau de Gygès), également d'August L. Baeyens.  En 1947, Arthur Meulemans porte à la scène Adriaen Brouwer (Adriaen Brouwer).  Vers 1948, l'année de la première représentation de l'opéra De triomferende min (L'amour triomphant) d'August L. Baeyens, d'après un singspiel de 1678 de Carolus Hacquart, l'Opéra royal flamand d'Anvers peut se vanter d'avoir monté environ 65 ouvrages sur des paroles néerlandaises.

### Direction de l'Opéra (royal) flamand d'Anvers
La liste s'arrête au directorat pendant lequel a eu lieu la fusion avec l'Opéra de Gand.
| Directeurs                           | Directeurs | Directeurs         | Directeurs |
| ------------------------------------ | ---------- | ------------------ | ---------- |
| Edward Keurvels                      | 1893-1898  | Bernard Tokkie     | 1923-1932  |
| Henry Fontaine                       | 1893-1898  | Flor Bosmans       | 1932-1935  |
| Karel van Walle                      | 1898-1902  | Jozef Sterkens     | 1935-1942  |
| Jef Judels                           | 1902-1909  | Joris Diels        | 1942-1944  |
| Bernard Tokkie                       | 1902-1909  | August L. Baeyens  | 1944-1948  |
| Henry Fontaine                       | 1909-1914  | Karel Bogaers      | 1948-1951  |
| Opéra fermé pendant la Grande Guerre | 1914-1918  | Robert Herberigs   | 1951-1953  |
| Henry Fontaine                       | 1918-1922  | August L. Baeyens  | 1953-1958  |
| Opera fermé                          | 1920-1921  | Renaat van Zundert | 1953-1958  |
| Flor Alpaerts                        | 1922-1923  | Mina Bolotine      | 1958-1961  |
| Arthur Steurbout                     | 1922-1923  | Renaat Verbruggen  | 1961-1974  |
| Fé Derickx                           | 1923-1932  | Sylvain Deruwe     | 1974-1980  |

| Chefs d'orchestre      | Chefs d'orchestre | Chefs d'orchestre    | Chefs d'orchestre |
| ---------------------- | ----------------- | -------------------- | ----------------- |
| Edward Keurvels        | 1893-1899         | Jef Keurvels         | 1893-1899         |
| Émile Wambach          | 1899-1900         | Brahm Van den Bergh  | 1899-1901         |
| Jan Kwast              | 1900-1901         | Martin Lunssens      | 1901-1902         |
| Julius Schrey          | 1901-1914         | Edward Keurvels      | 1902-1908         |
| Antoon Dubois          | 1908-1909         | Karel Candael        | 1909-1910         |
| J. De Vos              | 1910-1911         | Alfons Cluytens      | 1910-1912         |
| Karel Walpot           | 1911-1912         | Cesar Borre          | 1912-1913         |
| Oscar Becker           | 1913-1914         | Opéra fermé          | 1914-1918         |
| Julius Schrey          | 1918-1931         | Alfons Cluytens      | 1919-1920         |
| Opéra fermé            | 1920-1921         | Renaat Veremans      | 1921-1931         |
| Flor Bosmans           | 1921-1922         | Karel Candael        | 1923-1925         |
| Flor Bosmans           | 1923-1932         | Henri Claessens      | 1928-1931         |
| Hendrik Diels          | 1931-1944         | Renaat Veremans      | 1932-1944         |
| Karel Candael          | 1933-1935         | Julius Schrey        | 1935-1937         |
| Daniel Sternefeld      | 1937-1940         | Kurt Von Tenner      | 1941-1943         |
| Maurits Veremans       | 1942-1944         | Ernest van der Eyken | 1943-1944         |
| Ludwig Kaufmann        | 1943-1944         | Hugo Lenaerts        | 1944-1958         |
| Daniel Sternefeld      | 1944-1948         | Hendrik Crabeels     | 1945-1946         |
| Johannes Den Hertog    | 1948-1958         | Gerard Horens        | 1951-1953         |
| Steven Candael         | 1951-1952         | Hendrik Crabeels     | 1954-1958         |
| Daniel Sternefeld      | 1958-1961         | Hans Lichtenstein    | 1958-1961         |
| André Vandernoot       | 1958-1961         | Luigi Martelli       | 1958-1978         |
| Frits Celis            | 1959-1980         | Walter Crabeels      | 1961-1969         |
| Silveer Van den Broeck | ~1978             |                      |                   |

| Metteurs en scène | Metteurs en scène | Metteurs en scène  | Metteurs en scène     |
| ----------------- | ----------------- | ------------------ | --------------------- |
| Fé Derickx        | 1894~ 1912-1923   | Henry Engelen      | ~1905~1909 ~1922~1928 |
| Gust Maes         | ~1932~1935        | Lode Plaum         | ~1932~1934            |
| Karel Schmitz     | ~1933~1941        | Paul Van den Borne | ~1961~1964            |
| Edward Deleu      | ~1961~1967        | Anton van de Velde | ~1961~1966            |
| José Berckmans    | ~1964~1967        | Walter Eichner     | ~1966~1971            |
| André Leclair     | ~1967~1969        |                    |                       |

### Sources
- (nl) Pieter Andriessen, « Nederlandstalige operavoorstellingen in Brussel », Een muziekgeschiedenis der Nederlanden (réd. Louis Peter Grijp et Ignace BOSSUYT), Amsterdam, Amsterdam University Press, 2001  (ISBN 90-5356-488-8),  (ISBN 90-289-3000-0), p. 355-361.
- (nl) August L. Baeyens, « Vlaamse Opera-Kunst », De Vlaamse muziek sedert Benoit [Speciaal nummer der V.E.V.-berichten] (réd. August Corbet), Anvers, Vlaams Economisch Verbond, juillet 1951, p. 75-81.
- (nl) Peter Benoit.  « To be er not to be », De Vlaamsche Kunstbode, 1879, p. 176-180.
- (nl) Jo Braeken, « Vlaamse Opera (ID:6773) », De Inventaris van het Bouwkundig Erfgoed, [En ligne], 2013, .
- (nl) Adelheid Ceulemans, Verklankt verleden: Vlaamse muziektheaterwerken uit de negentiende eeuw (1830-1914): tekst en representatie, Bruxelles, ASP / VUBPRESS / UPA, 2010  (ISBN 90-5487-745-6), p. 76.
- (nl) Jo De Meester, « Koninklijke Vlaamse Opera Antwerpen », Vlaanderen, année 27, no  165, Roulers, Christelijk Vlaams Kunstenaarsverbond, 1978, p. 223-224.
- (nl) Marjolein Holtbernd-Streevelaar, « De strijd om het bestaan van de Nederlandstalige opera », Een muziekgeschiedenis der Nederlanden (réd. Louis Peter Grijp et Ignace Bossuyt), Amsterdam, Amsterdam University Press, 2001  (ISBN 90-5356-488-8),  (ISBN 90-289-3000-0), p. 498.
- (nl) Constantin Huygens.  Gedichten. Deel 8: 1671-1687  (éd. J.A. Worp), Groningue, J.B. Wolters, 1898, p. 238.
- (nl) Jan et Klaas Maddens « Pieter Vanderghinste », Vlaanderen, année 15, no  90, novembre 1966, Roulers, Christelijk Vlaams Kunstenaarsverbond, 1966, p. 381.
- (nl) Madeleine Manderyck, Greet Plomteux et Rita Steyaert, « Bourlaschouwburg (ID:5270) », De Inventaris van het Bouwkundig Erfgoed, [En ligne], réf. du 24 décembre 2013, .
- (en) Pieter Mannaerts et Lieven Van Ael, Baeyens, August-L., [En ligne], 2001, [www.cedebem.be].
- (nl) Rudolf Rasch, « De moeizame introductie van de opera in de Republiek », Een muziekgeschiedenis der Nederlanden (réd. Louis Peter Grijp et Ignace Bossuyt), Amsterdam, Amsterdam University Press, 2001  (ISBN 90-5356-488-8),  (ISBN 90-289-3000-0), p. 314.
- (nl) Herman Roelstraete, « Frans Krafft », Vlaanderen, année 15, no  90, novembre 1966, Roulers, Christelijk Vlaams Kunstenaarsverbond, 1966, p. 376.
- (nl) Ferdinand Augustijn Snellaert, Vlaemsche bibliographie, of lyst der Nederduitsche boeken, in België sedert 1830 uitgegeven, Gand, H. Hoste, 1851, p. 22 (Uitgaven van het Willemsfonds; 1).
- (nl) Piet Stryckers, « Muziek aan het hof van Leopold Wilhelm en de opkomst van de barok in de Zuidelijke Nederlanden », Een muziekgeschiedenis der Nederlanden  (réd. Louis Peter GRIJP et Ignace BOSSUYT), Amsterdam, Amsterdam University Press, 2001  (ISBN 90-5356-488-8)  (ISBN 90-289-3000-0), p. 296.
- (nl) Hendrik Willaert et Jan Dewilde.  Het lied in ziel en mond – 150 jaar muziekleven en Vlaamse Beweging, Tielt, Lannoo, 1987  (ISBN 90-209-1424-3).